# Norbert Wieschalla
Norbert Wawrzyniec Wieschalla (ur. 2 czerwca 1936 w Domecku, zm. 17 sierpnia 2019 we Wrocławiu) – polski artysta plastyk.

## Życiorys
Syn Alberta i Weroniki. Studiował na Państwowej Wyższej Szkole Sztuk Pięknych we Wrocławiu (obecnie ASP), absolwent PWSSP na Wydziale Architektury i Wnętrz pod kierownictwem Władysława Wincze.
Od 1967 pracownik PWSSP. W latach 60 i 70 w wąskiej grupie osób odpowiadających za opracowania okolicznościowe, projekty wystaw, plakatów i rozwiązań scenograficznych związanych z Dniami Wrocławia.
Od 1979 prowadzący w Katedrze AW kompozycję płaską i przestrzenną oraz projektowanie graficzne. Od 1981 przewodniczący Solidarności uczelnianej; internowany podczas stanu wojennego za działalność opozycyjną. Członek Związku Polskich Artystów Plastyków.
Uzyskał tytuł profesora nadzwyczajnego (1995), a następnie profesora zwyczajnego (2000).

## Praca twórcza
Autor wielu prac z zakresu malarstwa, projektowania graficznego, liternictwa. Jego prace oglądać można było podczas wystaw we wrocławskim ratuszu czy w galeriach sztuki m.in. w Krakowie, ale także za granicą (Niemcy, Rosja, Chiny). Twórca m.in. projektu graficznego herbu Wrocławia oraz tablicy pamiątkowej 35 lecia powrotu ziem zachodnich i północnych do macierzy.